# Moniga del Garda
Moniga del Garda – miejscowość i gmina we Włoszech, w regionie Lombardia, w prowincji Brescia.
Według danych na rok 2004 gminę zamieszkuje 1701 osób, 189 os./km².